# Eine Muh, eine Mäh
Eine Muh, eine Mäh ist ein deutschsprachiger Weihnachtsschlager. Original wurde das Lied unter dem Titel Der Weihnachtsmann kommt veröffentlicht. Die Komposition stammt von Wilhelm Lindemann. Als Textautor wird „Waldemar Alfredo“ angegeben, angeblich ein Pseudonym Lindemanns. Das im Untertitel als „Charakterstück“ bezeichnete Werk erschien erstmals 1912 im Druck, auch ein Copyright-Eintrag für das Werk in den USA erfolgte in diesem Jahr.

## Text
Der fröhlich-alberne Text beschreibt einen häuslichen Weihnachtsabend aus der Perspektive der Kinder, die das Kommen von Knecht Ruprecht als Gabenbringer erwarten. Im Refrain des Liedes, der oft in Weihnachtsliedpotpourris verwendet wird, werden die vielen erhofften Weihnachtsgeschenke in Kindersprache aufgezählt. Mit dieser Thematisierung der Geschenke lehnt sich das Lied thematisch an Weihnachtslieder aus dem 19. Jahrhundert wie Morgen, Kinder, wird’s was geben oder Morgen kommt der Weihnachtsmann an.
In Lindemanns Original-Arrangement des Liedes sind mehrfach collageartig Zitate des Weihnachtslieds O du fröhliche eingearbeitet.
Die onomatopoetische Referenzierung der Weihnachtsgeschenke als „Muh“ (für Kuh), „Mäh“ (für Schaf oder auch Ziege) und „Tätärätätä“ (für Trompete) hat der Schlager mit dem Lied Wenn Weihnachten ist gemeinsam, mit dem das Lied oft als Medley gekoppelt wird.

## Versionen
Der Schlager findet sich noch heute auf den Weihnachtsalben von Musikern wie Peter Alexander (1966), der Fischer-Chöre (1972), Wolfgang Petry (1998) oder Götz Alsmann (2006). 2020 gelang Udo Mc Muff, Kreisligalegende und Ikke Hüftgold ein Charterfolg mit Platz 53 der deutschen Singlecharts. Sie hatten das Lied zu einem Partyschlager umarrangiert.
Die Punkband Abstürzende Brieftauben zitiert den Text des Refrainbeginns in ihrem Lied Eine Muh, eine Mäh, eine Tätärätätä (1992), das darüber hinaus mit dem Weihnachtslied weder textlich noch musikalisch Gemeinsamkeiten aufweist.